# Junge Welt-Pokal 1960
Der Junge Welt-Pokal 1960 war die 12. Auflage des höchsten Fußball-Pokalwettbewerbs der Altersklasse 16–18 auf dem Gebiet der DDR, der vom Zentralrat der FDJ in Verbindung mit dem Jugendausschuss der Sektion Fußball der DDR veranstaltet und durchgeführt wurde. Er begann am 10. April 1960 mit der Qualifikation und endete am 12. Juni 1960 mit dem Finale beim Endrundenturnier im mecklenburgischen Bützow. Den Pokalsieg errang die Mannschaft vom SC Lokomotive Leipzig nach einem 4:2-Finalsieg über den SC Chemie Halle.

## Teilnehmende Mannschaften
Am Junge Welt-Pokal der Junioren (A-Jugend) für die Altersklasse (AK) 16–18 nahmen neben dem Pokalverteidiger, die Pokalsieger aus Ost-Berlin und den 14 Bezirken auf dem Gebiet der DDR teil. Spielberechtigt waren Spieler bis zum 18. Lebensjahr (Stichtag: 1. September 1941 bis 31. August 1943).
Folgende Mannschaften nahmen am Junge Welt-Pokal teil:
| - Bezirk Rostock BSG Einheit Greifswald - Bezirk Schwerin SG Dynamo Schwerin - Bezirk Neubrandenburg BSG Stahl Torgelow - Bezirk Potsdam BSG Rotation Babelsberg - Ost-Berlin GSG Köpenick | - Bezirk Frankfurt (Oder) BSG Motor Eberswalde - Bezirk Magdeburg SC Aufbau Magdeburg - Bezirk Halle SC Chemie Halle - Bezirk Leipzig SC Lokomotive Leipzig - Bezirk Cottbus SC Aktivist Brieske-Senftenberg | - Bezirk Dresden BSG Lokomotive Dresden - Bezirk Karl-Marx-Stadt BSG Motor Zwickau - Bezirk Erfurt BSG Motor Rudisleben-Ichtershausen - Bezirk Gera SC Motor Jena - Bezirk Suhl BSG Aktivist Kali Werra Tiefenort |
| ASK Vorwärts Berlin (Pokalverteidiger) | | |

## Qualifikation

### Modus
Die Qualifikation wurde im K.-o.-System ausgetragen und es wurde versucht, in 80 Minuten einen Gewinner auszuspielen. War danach kein Sieger gefunden, wurde ein Wiederholungsspiel mit getauschtem Heimrecht angesetzt. Wurde auch hier kein Sieger ermittelt, entschied das Los. Die Sieger der 2. Hauptrunde qualifizierten sich für das Endrundenturnier.

### 1. Hauptrunde
| Datum                   |                        | Ergebnis |                                    |
| ----------------------- | ---------------------- | -------- | ---------------------------------- |
| So 10. April, 14:00 Uhr | SC Motor Jena          | 2:0      | BSG Motor Rudisleben-Ichtershausen |
| So 10. April, 14:00 Uhr | SC Chemie Halle        | 2:2      | BSG Aktivist Kali Werra Tiefenort  |
| So 10. April, 14:00 Uhr | SC Lokomotive Leipzig  | 5:1      | BSG Motor Zwickau                  |
| So 10. April, 14:00 Uhr | BSG Lokomotive Dresden | 1:0      | SC Aktivist Brieske-Senftenberg    |
| So 10. April, 14:00 Uhr | BSG Stahl Torgelow     | 0:0      | BSG Einheit Greifswald             |
| So 10. April, 14:00 Uhr | BSG Motor Eberswalde   | 1:7      | BSG Rotation Babelsberg            |
| So 10. April, 14:00 Uhr | ASK Vorwärts Berlin    | 2:0      | SG Dynamo Schwerin                 |
| So 10. April, 14:00 Uhr | GSG Köpenick           | 5:2      | SC Aufbau Magdeburg                |

 Wiederholungsspiele 
| Datum                   |                                   | Ergebnis |                     |
| ----------------------- | --------------------------------- | -------- | ------------------- |
| So 24. April, 14:00 Uhr | BSG Aktivist Kali Werra Tiefenort | 2:2      | SC Chemie Halle (1) |
| So 24. April, 14:00 Uhr | BSG Einheit Greifswald            | 1:3      | BSG Stahl Torgelow  |

### 2. Hauptrunde
| Datum                 |                         | Ergebnis |                       |
| --------------------- | ----------------------- | -------- | --------------------- |
| So 01. Mai, 14:00 Uhr | SC Chemie Halle         | 2:0      | SC Motor Jena         |
| So 01. Mai, 14:00 Uhr | BSG Stahl Torgelow      | 0:4      | ASK Vorwärts Berlin   |
| So 01. Mai, 14:00 Uhr | BSG Rotation Babelsberg | 6:2      | GSG Köpenick          |
| So 01. Mai, 14:00 Uhr | BSG Lokomotive Dresden  | 2:5      | SC Lokomotive Leipzig |

## Endrundenturnier
Das Endrundenturnier fand vom 11. bis 12. Juni in Bützow und Umgebung (Bezirk Schwerin) statt.

### Halbfinale
Das erste Halbfinalspiel wurde in Bützow vor 1.000 Zuschauern und das zweite Halbfinalspiel in Jürgenshagen vor 300 Zuschauern ausgetragen.
| Datum                  |                       | Ergebnis |                         |
| ---------------------- | --------------------- | -------- | ----------------------- |
| Sa 11. Juni, 14:00 Uhr | SC Lokomotive Leipzig | 2:0      | ASK Vorwärts Berlin     |
| Sa 11. Juni, 16:00 Uhr | SC Chemie Halle       | 1:0      | BSG Rotation Babelsberg |

### Spiel um Platz 3
Das Spiel um Platz 3 fand in Bützow vor 2.500 Zuschauern statt. 
| Datum                                                             |                     | Ergebnis |                         |
| ----------------------------------------------------------------- | ------------------- | -------- | ----------------------- |
| So 12. Juni, 14:00 Uhr                                            | ASK Vorwärts Berlin | 2:1      | BSG Rotation Babelsberg |
| 1:0 Helmut Kalbe (18.), 1:1 Erhard Kochale (19.), 2:1 Hauke (55.) |                     |          |                         |

### Finale
| Paarung               | SC Lokomotive Leipzig – SC Chemie Halle |
| Ergebnis              | 4:2 (3:1) |
| Datum                 | Sonntag, 12. Juni 1960 um 16:00 Uhr |
| Stadion               | Sportplatz "Am Wall", Bützow |
| Zuschauer             | 2.500 |
| Schiedsrichter        | Zielow (Rostock) |
| Tore                  | 1:0 Richter (15., Eigentor) 2:0 Wirth (18.) 3:0 Thiel (20.) 3:1 Mühlchen (29.) 3:2 Mühlchen (37.) 4:2 Frenzel (56.)                                                                                    |
| SC Lokomotive Leipzig | Semper – Klepzig, Peter Gießner , Baldreich – Fritz, Wittig – Thiel, Manfred Kramer, Henning Frenzel, Cordes, Wirth (zum Kader gehörte weiterhin: Pietzsche) Cheftrainer: Heinz Frenzel                |
| SC Chemie Halle       | Jürgen Jeglitza – Zdralek, Naumann, Peter Berger – Aßmann, Richter – Günter Pönitz, Wenger, Wilfried Mühlchen, Schaaf, Joseph (zum Kader gehörte weiterhin: Klaus Otte) Cheftrainer: Werner Stricksner |